# ماگدالنا گریکا
ماگدالنا گریکا (انگلیسی: Magdalena Gryka؛ زادهٔ ۲۶ مارس ۱۹۹۴) بازیکن والیبال اهل آلمان است.